# Николаевская, Елена Матвеевна
Елена Матвеевна Николаевская (1923, Москва — 2006, там же) — советский и российский поэт, переводчик. Переводила на русский язык работы армянских, грузинских и башкирских писателей. Заслуженный деятель культуры Республики Армения.

## Биография
Родилась в 1923 году в Москве, в семье композитора Матвея Иосифовича Николаевского (1882—1942) и музыкального педагога, пианистки Розалии Яковлевны Привен (1880—1962). Закончила Литературный институт имени А. М. Горького. Ещё будучи студентом переводила книги Расула Гамзатова и башкирского поэт Мустая Карима
Многие годы возглавляла переводческую секцию Союза писателей СССР. Будучи другом армянской поэзии сделала ряд переводов стихов Сильвы Капутикян, Геворга Эмина, Ваагна Давтяна, Маро Маркарян, Рачия Ованесяна, Сагатела Арутюняна, Гургена Боряна, Ованеса Шираза, Н. Зарьяна, Г. Саряна, П. Севака, Р. Давояна, а также переводы из классической армянской поэзии: Саят-Нова, Егише Чаренц, Ваан Терьян и др.
На протяжении многих лет на русский язык также переводила произведения грузинских и башкирских авторов.
Свой первый сборник стихотворений «Краски» издала лишь в 1961 году. В 1983 году отдельной книгой «Голоса» издательства «Советская Россия» вышли избранные переводы Николаевской
Похоронена в Москве на Ваганьковском кладбище.

## Семья
- Муж — писатель и журналист Виль Николаевич Орджоникидзе (1925—1962).
  - Сын — Сергей Вильевич Орджоникидзе (род. 1951), зоолог.

Братья
- Владимир (1905—1942), концертмейстер.
- Николай (1907—1996), доктор экономических наук, профессор, лауреат Государственной премии СССР.
- Георгий (1910—1971), учёный в области машиностроения, автор монографий «Обслуживание кранового оборудования доменных цехов» (1951), «Обслуживание кранового оборудования прокатных цехов» (1952), «Обслуживание кранового оборудования сталеплавильных цехов» (1952), «Подъёмно-транспортное машиностроение» (1960), «Мостовые и металлургические краны» (1970).

## Книги
- 1961 — Краски, Москва
- 1963 — Память о солнце, Тбилиси
- 1967 — Числа, Москва
- 1969 — Край света, Ереван
- 1977 — Сорок родников, Москва
- 1979 — Родись счастливой, Москва
- 1983 — Голоса, Москва
- 1984 — Да здравствует вошедший!, Тбилиси
- 1989 — Лети журавль, Ереван
- 1990 — Семь погод, Москва
- 2001 — Не гаси чужую радость, Москва
- 2006 — Я дней не тороплю, Москва
- 2013 — Тайна старых фотографий, Москва

## Награды
- Заслуженный деятель культуры Армении[1]
- Лауреат премии Ованеса Туманяна[1]
- Лауреат премии Георгия Леонидзе[1]
- Лауреат премии «Венец» Союза писателей Москвы[1]
- другие премии